# Nycteola eremostola
Nycteola eremostola är en fjärilsart som beskrevs av Claude Dufay 1961. Nycteola eremostola ingår i släktet Nycteola och familjen trågspinnare. Inga underarter finns listade i Catalogue of Life.